# Chrysozephyrus splendidulus
Chrysozephyrus splendidulus is een vlinder uit de familie van de Lycaenidae. De wetenschappelijke naam van de soort is voor het eerst geldig gepubliceerd in 1965 door Murayama.